# 惊叫大电影
《惊叫大电影》（英語：Chillerama）是一部2011年恐怖喜劇多段式電影，由四個故事（或片段）組成，故事發生在一個播放怪獸電影的汽車戲院。每個片段都是對不同流派和風格的致敬。
第一部分是“瓦吉拉”，由亞當·里夫金導演和編劇，惡搞1950年代的怪獸電影。第二部分是“我是一個十幾歲的熊人”，由提姆·蘇利文導演和編劇，模仿《阿飛正傳》、《油脂》和《粗野少年族》，故事設定在1962年。第三部分是“安妮·弗蘭肯斯坦日記”，是由亞當·格林執導和編劇，惡搞《弗蘭肯斯坦》和《安妮·弗蘭克日記》。最後一部分是“殭屍电影”，惡搞殭屍片，由喬·林區執導和編劇。有一個框架故事將電影的每一部分聯繫在一起：戲院工作人員在醉酒狀態下挖出已故妻子的屍體並試圖让屍體口交，結果她變成了殭屍並咬傷了他的生殖器，導致他在工作時慢慢變成各部分之間出现的殭屍。
拍攝於2010年底進行，並於2011年8月22日在奇幻電影節上發行。2011年9月29日和11月29日，影片分别以隨選視訊以及DVD和藍光光碟形式發行。

## 瓦吉拉

### 剧情
“瓦吉拉”（Wadzilla）是對1950年代怪獸電影的惡搞，講述的是一個想要提高精子數量的人，却意外地創造了一個攻擊紐約市的大精子。

### 演员
- 亞當·里夫金 饰 迈尔斯·芒森（Miles Munson）
- 莎拉·慕奇（英语：Sarah Mutch） 饰 路易丝（Louise）
- 歐文·班傑明（英语：Owen Benjamin） 饰 拉里（Larry）
- 雷·懷斯（英语：Ray Wise） 饰 威姆斯医生（Dr. Weems）
- 埃里克·罗伯茨 饰 顏射将军（General Bukkake）
- 邁爾士·杜加爾（Miles Dougal） 饰 流浪男
- 琳·雪伊 饰 流浪女

### 製作
由亞當·里夫金執導並編劇，他也是該片的主演。特效由齊奧多兄弟製作。

## 我是一個十幾歲的熊人

### 剧情
“我是一個十幾歲的熊人”（I Was a Teenage Werebear）是一部音樂劇，是對《阿飛正傳》、《油脂》、《粗野少年族》和《暮光之城》系列电影的惡搞。背景設定在1962年，講述的是一個出櫃的孩子遇到了其他出櫃的孩子，這些孩子有性欲时就会变成熊人。

### 演员
- 布兰特·科里根 飾 里基（Ricky）
- 安東·特洛伊（Anton Troy） 飾 塔隆（Talon）
- 蓋比·威斯特（英语：Gabby West） 飾 佩姬·洛乌（Peggy Lou）
- 亞當·羅勃提爾（Adam Robitel） 飾 布奇（Butch）
- 琳·雪伊 飾 玛勒瓦护士（Nurse Maleva）
- 罗恩·杰里米[5]飾 花花公熊（Playbear）
- 提姆·蘇利文（英语：Tim Sullivan (director)） 飾 塔夫曼教練（Coach Tuffman）

## 安妮·弗蘭肯斯坦日記

### 劇情
“安妮·弗蘭肯斯坦日記”（The Diary of Anne Frankenstein）是一部講述希特勒試圖製造完美的殺人機器來贏得戰爭的黑白電影。

### 演員
- 喬·大衛·摩爾（英语：Joel Moore） 飾 阿道夫·希特勒[2]
- 克莉絲汀娜·克萊柏（英语：Kristina Klebe） 飾 爱娃·勃劳恩[6]
- 肯恩·哈德 飾 梅舒加納（Meshugannah）[6]
- 吉姆·華德（英语：Jim Ward (voice actor)） 飾 安妮·弗蘭克的父親

## 殭屍電影

### 劇情
“殭屍電影”（Zom-B-Movie）是1970年代和1980年代喪屍片的惡搞片，由喬·林區執導和編劇。

### 演員
- 李察·瑞霍（英语：Richard Riehle） 飾 塞西爾·考夫曼（Cecil Kaufman）
- 科瑞·瓊斯（Corey Jones） 飾 托布（Tobe）
- 凱莉·索恩（Kaili Thorne） 飾 梅納（Mayna）
- 布倫丹·麥克里里（Brendan McCreary） 飾 瑞安·米勒（Ryan Miller）
- 沃德·羅伯茲（Ward Roberts） 飾 米勒（Miller）

## 职员
| 片段                 | 攝影        | 剪辑                           | 作曲                                |
| -------------------- | ----------- | ------------------------------ | ----------------------------------- |
| 瓦吉拉               | 威爾·巴拉特 | 埃德·马克（Ed Mark）           | 安迪·加菲爾德（Andy Garfield）      |
| 安妮·弗蘭肯斯坦日記  | 威爾·巴拉特 | 埃德·马克（Ed Mark）           | 安迪·加菲爾德（Andy Garfield）      |
| 我是一個十幾歲的熊人 | 威爾·巴拉特 | 加文·赫弗南                    | 帕特里克·科普蘭（Patrick Copeland） |
| 殭屍電影             | 威爾·巴拉特 | 马特·布魯洛特（Matt Brulotte） | 比爾·麥克瑞利                       |

## 外部鏈接
- 官方网站
- 豆瓣电影上《惊叫大电影》的資料 （简体中文）
- 互联网电影数据库（IMDb）上《惊叫大电影》的资料（英文）
- 爛番茄上《惊叫大电影》的資料（英文）